# Psychotria cenepensis
Psychotria cenepensis är en måreväxtart som beskrevs av Charlotte M. Taylor. Psychotria cenepensis ingår i släktet Psychotria och familjen måreväxter. Inga underarter finns listade i Catalogue of Life.